# ¿Por Qué?
¿Por Qué? va ser un setmanari de successos que s'editava a Barcelona durant la dècada dels seixanta i la primera meitat dels setanta.
Tingué una forta competència amb El Caso, una publicació de les mateixes característiques editada a Madrid durant aquella època. El ¿Por Qué? s'encarregava de presentar als seus lectors reportatges sobre crims, aparicions de la verge, atracaments, estafes i tot el ventall delictiu de l'Espanya de l'època franquista. Durant un parell d'anys, Santiago Alsina col·laborà amb el setmanari fent reportatges internacionals referits a altres temes, tals com el Museu de cera de Londres o el Mur de Berlín. El seu fundador i director en 1960 fou el periodista castellanomanxec instal·lat a Catalunya Enrique Rubio, que va dirigir la revista durant pràcticament tota la seva existència. Un altre col·laborador destacat fou el periodista Joan Poch i Soler, que destacà també posteriorment en articles periodístics sobre actualitat de la societat barcelonina.